# 키프리치 요제프
키프리치 요제프(헝가리어: Kiprich József, 1963년 9월 6일 ~ )는 헝가리의 전 축구 선수이자 현 축구 감독이다. 그는 선수 시절 헝가리 축구 국가대표팀으로 70경기를 출전하여 28골을 넣었으며, 1986년 FIFA 월드컵에 헝가리 국가대표팀으로 출전하기도 했다.